# Platambus incrassatus
Platambus incrassatus är en skalbaggsart som beskrevs av Gschwendtner 1935. Platambus incrassatus ingår i släktet Platambus och familjen dykare. Inga underarter finns listade i Catalogue of Life.